# Nicholas Pileggi
Nicholas Pileggi (New York, 22 febbraio 1933) è uno scrittore e sceneggiatore statunitense, di origini italiane, noto per i romanzi Il delitto paga bene e Casino: Love and Honor in Las Vegas.

## Biografia
I suoi due romanzi sono stati adattati da Martin Scorsese per il grande schermo, con le pellicole Quei bravi ragazzi (1990) e Casinò (1995). Pileggi ha anche scritto la sceneggiatura per il film City Hall.  Nel 2007 ha prodotto il film American Gangster di Ridley Scott.
La sua carriera iniziò da giornalista. Sin da giovane ebbe un profondo interesse verso gli argomenti di stampo mafioso. Per questo sviluppò le idee per i suoi romanzi. È anche l'autore del libro Blye: Private Eye.

## Vita privata
È stato sposato con Nora Ephron dal 1987 fino alla morte di lei, avvenuta nel 2012.

## Filmografia parziale

### Soggetto
- Quei bravi ragazzi (Goodfellas), regia di Martin Scorsese (1990)
- Casinò (Casino), regia di Martin Scorsese (1995)

### Sceneggiatore
- Quei bravi ragazzi (Goodfellas), regia di Martin Scorsese (1990)
- Casinò (Casino), regia di Martin Scorsese (1995)
- City Hall, regia di Harold Becker (1996)
- Vegas - serie TV (2012)
- The Alto Knights - I due volti del crimine (The Alto Knights), regia di Barry Levinson (2025)

### Produttore
- American Gangster, regia di Ridley Scott (2007)
- Vegas - serie TV (2012)